# حجاجي (قهاب صرصر)
حجاجي (بالفارسية: حجاجی) هي مستوطنة تقع في إيران في قسم قهاب صرصر الريفي. يقدر عدد سكانها بـ 96 نسمة .